# Мері Гайар
Мері Гайар (Mary Katharine Gaillard, урожд. Ральф, Ralph, 1 квітня 1939, Нью-Брансвік, Нью-Джерсі — 23 травня 2025) — американська фізик-теоретик, фахівчиня з фізики елементарних частинок. Емерит-професорка Каліфорнійського університету в Берклі, член НАН США й Американського філософського товариства.

## Біографія
Закінчила англ. Hollins College (бакалавр, 1960). Ступінь магістра фізики отримала в Колумбійському університеті в 1961 році. Докторський ступінь з теоретичної фізики здобула в Університеті Париж-південь XI в 1968 році. У 1964—1968 роках працювала в Національному центрі наукових досліджень (CNRS) в Женеві. У 1968 році повернулася в США і в тому ж році вступила асоційованим дослідником в Каліфорнійський університет в Берклі, де з 1981 року професорка фізики, нині професор-емерит. У 1964—1981 роках також запрошений учений в Церні й з 1981 року старший науковий співробітник Національної лабораторії імені Лоуренса в Берклі. У 1996 році була призначена президентом Біллом Клінтоном на шестирічний строк англ. National Science Board (з 2002). Підписала «Попередження вчених людству» (1992). У 2015 році опублікувала автобіографію «A Singularly Unfeminine Profession: One woman's Journey in Physics».
Член НАН США (1991), Американського філософського товариства (2000), Американської академії мистецтв і наук (1989), Американського фізичного товариства, Американської асоціації сприяння розвитку науки.
Нагороди та відзнаки: Prix Thibaud Ліонської академії (1977), премія Ернеста Лоуренса міністерства енергетики (1988), стипендія Гуггенгайма (1989), премія Сакураї Американського фізичного товариства (1993).